# Basílica de São Pedro de Castello
A Basílica de São Pedro de Castello (em italiano:  Basilica di San Pietro di Castello) é uma basílica na extremidade norte-oriental da cidade de Veneza, no sestiere de Castello, perto do Arsenal. É co-catedral de Veneza, em conjunto com a Basílica de São Marcos.
Fundada no século VII, na ilha de Olivolo, local de um antigo povoado que mais tarde foi integrado na nascente cidade de Veneza, segundo a tradição foi consagrada pelo Bispo de Eraclea como igreja bizantina dedicada aos santos mártires Sérgio e Baco.
Na viragem do século VIII para o século IX Veneza foi o centro de lutas políticas que opunham o Patriarca de Grado, João I (764-804), ao Doge de Veneza Galbaio Maurice (764-787) e seu filho João, no confronto entre o Império Franco e o Império Bizantino.
Foi nesse ponto de colisão em 775 Maurizio Galbaio criou um novo bispado em Olivolo, nomeando Obelário como o primeiro bispo da futura diocese de Castello.
Veneza tornou-se a nova capital do ducado em 812. A catedral foi reconstruída em 841 pelo poderoso bispo Orso Partecipazio, filho e neto dos doges, e dedicar-se-ia a São Pedro Apóstolo.
A este edifício sucederam-se outros, por incêndios que sucessivamente foram destruindo as construções. O edifício actual foi iniciado em 1596.

## Obras
A igreja contém obras de Luca Giordano, Tintoretto e Veronese, entre outros.